# 西博滕博物館
西博滕博物館（瑞典語：Västerbotten Museum）位處于默奧的Gammlia區，為傳承宣揚西博滕省文化歷史而建立的省立博物館。該博物館還包括Gammlia戶外博物館、滑雪展覽（以前瑞典滑雪館）、展示捕魚與海事（以前的捕魚和海事博物館），西博滕縣的民眾運動之保存和一些薩米人陣營。該博物館正在遍布西博滕縣，與其中包括許多合同的活動，主要是在考古現場。該博物館產生季刊西博滕為西博滕縣地方區域協會。

## 薩米人營地戶外博物館

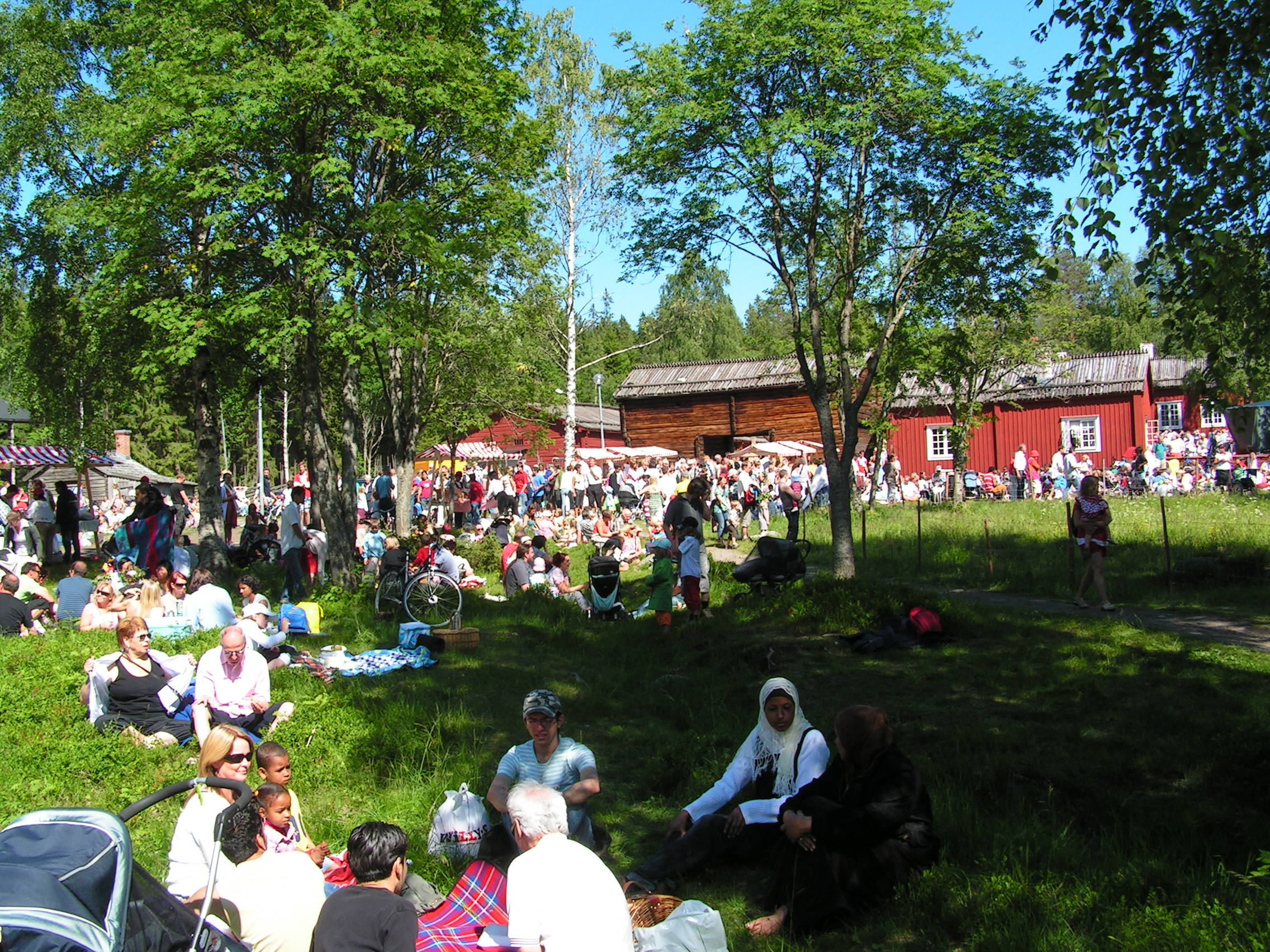
仲夏節慶祝活動在戶外博物館。

Gammlia是一個戶外博物館，是西博滕博物館之整體一部分。該戶外博物館擁有歷史建築之組成，並舉辦活動，以展示西博滕猶如歷史時代般景象 ；可在Gammlia觀看該建築物已被來自縣不同地區所匯集，包括教堂、莊園、風車、1800年該世紀農舍、學校、鐵匠鋪與一些薩米之營地。

## 歷史
西博滕縣文物社會於1886年1月所達成在會議上作出決定“作為一個儲藏古物的博物館應建立在默奧。”此最初位於Ullbergska所屬在目前距離Storgatan托爾之區塊。對於1888年6月25日南方收集部門的偉大城市默奧發生了火災，當時大部分的城市已被完全摧毀。
1901年，遷往至已新建成的文法學校。由於收藏的規模日益擴大，於1911年博物館搬到了由城市港口之大型倉庫。從一開始的地方歷史學會成立於1919年，正為Gammlia區建立一座博物館之建築。該建築物於1939年落成。
1921年與1990年間，從西博滕縣的各種老式建築被轉往到該地區。最初的計劃是由該縣與一個來自南方的北部農場，但由於成本高昂，而不決定來自北部一些建築與來自西博滕南方所彙編成的單一農場。
1928年，一座滑雪博物館落成於斯德哥爾摩NORRA DjurgårdenFiskartorpet之跳台滑雪塔休閒區。1963年，館藏然而被轉往位於瑞典默奧之滑雪博物館；西博滕博物館的主建築是由建築師Bengt Romare設計並於1943年建成。
此後，該博物館已經擴大了數倍，並在1981年為規模最大擴展之一，成為將來為Bildmuseet搬進Umea大學之當代藝術博物館。2012年，Bildmuseet遷往默奧藝術校園與西博博物館新建築因而能在先前場所擴展。
該博物館標榜包括再現薩米青銅器時期之上千年歷史埋藏於賓德爾河旁的Vargviken。

## 外部連結
- 西博滕博物館官方網站（页面存档备份，存于）

63°49′44″N 20°17′19″E / 63.82889°N 20.28861°E